# 30 лютого

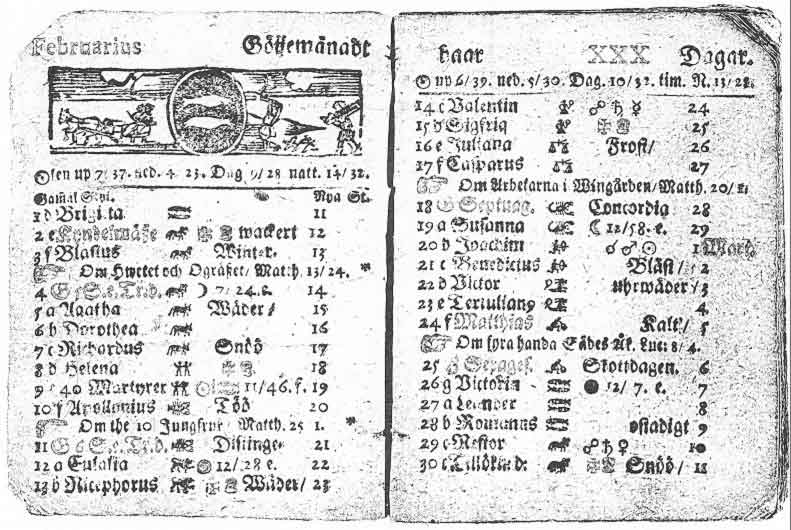
Шведський календар на лютий 1712 року

30 лютого траплялося в історії деяких країн щонайменше тричі, хоча за григоріанським календарем у лютому лише 28 (невисокосний рік) або 29 днів (високосний рік).

## 30 лютого 1712 року, у Швеції
1699 року в Шведському королівстві, котре на той час включало й Фінляндію, вирішили змінити календар з юліанського на григоріанський. Зазвичай, це робили, проголошуючи після 17 лютого наступний день 1 березня. Однак шведи вирішили робити перехід поступово, пропускаючи протягом 40 років усі високосні роки. Тобто всі ці роки, після 28 лютого мало йти 1 березня — це б на один день наближало шведський календар до григоріанського календаря кожні 4 роки. Отже, 1700-й був невисокосним роком у Швеції. Однак, попри прийнятий план, 1704 й 1708 роки були високосними. Тому протягом 11 років шведський календар випереджав лише на один день юліанський календар та відставав на десять днів від григоріанського. 1711 року король Карл XII вирішив відмовитися від реформи календаря і повернувся до літочислення за юліанським календарем. Через це у лютому 1712 року були додані два дні, тому у Швеції був день 30 лютого.
1753 року Швеція остаточно перейшла на григоріанський календар звичайним для всіх країн способом — перестрибнувши після 17 лютого на 11 днів вперед.

## 30 лютого 1930 та 1931 року, у СРСР
1929 року в СРСР було введено радянський революційний календар, де кожен місяць мав 30 днів. 5 або 6 днів, що залишалися, оголосили так званими «безмісячними канікулами». Таким чином, в Радянському Союзі в 1930 й 1931 роках існувало 30 лютого. Як зазначає Стефан Машкевич,
...у серйозних книгах стверджується, що 1930—1931 років воно й було… але, погортавши підшивки газет, легко переконатися, що це не так. Навіть у пролетарській державі консерватизм усе ж таки взяв гору.
1932 року цей календар скасували.

## Цікаві факти

### Непідтверджені дані
Учений ХІІІ століття Сакробоско стверджував, що лютий у юліанському календарі містив 30 днів з 44 до н. е. до 8 н. е., коли імператор Октавіан Авґуст скоротив лютий на один день для того, щоб додати його до серпня, місяцю, що був названий його ім'ям, оскільки липень, що був названий на честь його попередника Юлія Цезаря містив 31 день, а серпень тільки 30. Однак немає жодних історичних доказів того, що це було саме так. Найімовірніше, що це міф, хоч і вельми старий.

## Людина, народжена 30 лютого
У Сургуті проживав чоловік, народжений 30 лютого[джерело?]. Такої помилки припустилася паспортистка, оформляючи документи у 1980 році. Жінка переплутала дату народження чоловіка і замість 3 лютого вписала в паспорт 30-е. Майже двадцять років людина спокійно жила і працювала з таким незвичайним документом.
Проблеми виникли, коли він вирішив обміняти його на новий паспорт.